# Třída Montana
Třída Montana byla plánovaná třída bitevních lodí Námořnictva Spojených států amerických. Stavba plánovaných pěti jednotek však byla zrušena v roce 1943 – ještě před založením alespoň jediného z jejich kýlů. Lodě třídy Montana měly být výrazně větší, lépe pancéřované a vyzbrojené, než předchozí třída Iowa, která nakonec oproti předpokladům uzavřela vývoj amerických bitevních lodí. V případě, že by byly postaveny, by to byly největší a nejsilněji vyzbrojené americké bitevní lodě a byly by ekvivalentem japonských obrů Jamato a Musaši.
Plánovanou hlavní výzbroj mělo tvořit dvanáct 406mm kanónů Mk 7 ve čtyřech třídělových věžích, dvacet 127mm kanónů Mk 16 v deseti věžích, které by doplňovaly protiletadlové kanóny ráží 20 a 40 mm. Pohon měla tvořit čtyři turbínová soustrojí, kterým mělo páru dodávat osm kotlů Babcock & Wilcox. Pro své velké rozměry by lodě této třídy nebyly schopny proplout Panamským průplavem.

## Lodě
Jednotky třídy Montana:
| Jméno                     | Loděnice               | Pojmenována podle           |
| ------------------------- | ---------------------- | --------------------------- |
| USS Montana (BB-67)       | Philadelphia Navy Yard | americký stát Montana       |
| USS Ohio (BB-68)          | Philadelphia Navy Yard | americký stát Ohio          |
| USS Maine (BB-69)         | New York Navy Yard     | americký stát Maine         |
| USS New Hampshire (BB-70) | New York Navy Yard     | americký stát New Hampshire |
| USS Louisiana (BB-71)     | Norfolk Navy Yard      | americký stát Louisiana     |